# Ludwig Schlimbach
Ludwig Schlimbach (* 18. September 1876 in München; † 13. Januar 1949)  war ein deutscher Seemann und  Hochseesegler. Nach ihm ist der vom Kieler Yacht-Club bis 2004 vergebene Schlimbach-Preis benannt.

## Leben
Ludwig Schlimbach wuchs in Bayern als Sohn eines Bankdirektors auf. Nach dem Abschluss am Luitpold-Gymnasium ergriff er den Beruf des Seemanns und erhielt eine Ausbildung auf Segelschiffen. Um 1900 ging er, nach Erhalt des Offizierspatentes als Offizier und später Kapitän zur Hamburg-Amerika-Linie auf große Fahrt. Nach seiner Internierung im Ersten Weltkrieg in den Vereinigten Staaten fuhr er bis 1930 als Handelschiffskapitän im Seegebiet der Westindischen Inseln auf eigene Rechnung. Als dies aus wirtschaftlichen Gründen nicht mehr möglich war, zog er sich aus der Handelsschifffahrt zurück, um sich in Zukunft dem Hochseesegeln zu widmen.
1931 überquerte er den Atlantik von Hamburg nach New York Einhand-Nonstop. 1935 nahm er an der Transatlantikregatta teil. Mit dieser Regatta wurde er von der Öffentlichkeit wahrgenommen. Für seine seemännische und seglerische Leistung bei der Alleinüberquerung des Atlantik wurde ihm hierfür 1937 ein goldener Kronenkompass durch die Stadt Kiel verliehen. Später wurde die Schlimbachallee in Kiel-Schilksee nach ihm benannt.

## Schlimbach-Preis
Nach seinem Tod vermachte er diesen Kronenkompass dem Kieler Yacht-Club mit der Auflage, diesen als jährlich als Wanderpokal an denjenigen Hochseesegler zu vergeben, welcher die weiteste Strecke zurückgelegt hat.

„Der mir von der Stadt Kiel gewidmete Kronenkompaß geht als ‚Schlimbach-Gedächtnis-Preis‘ an den Yachtklub von Deutschland und soll alljährlich demjenigen Yachtsegler (Führer der Yacht) zuerkannt werden, der im abgelaufenen Jahr - immer von meinem Todestag rechnend - die größte Strecke unter Segel (ohne Motorbenutzung) in Nordsee, Atlantik, Mittelmeer und weiter zurückgelegt hat. Kanal, Ostsee und Flußfahrt zählen nicht.“

Um eine aus Sicht des Kieler Yacht-Club gefährlichen Wettbewerb um neue Rekorde zu vermeiden, wurden die Verleihungsbedingungen bereits ab Verleihungsbeginn 1953 und später mehrfach modifiziert und die Verleihung ab 2004 eingestellt.

## Veröffentlichung
- Ludwig Schlimbach: Ein Mann erobert den Atlantik. Edition Maritim, Hamburg 1978, ISBN 3-922117-02-3.